# NGC 2316
NGC 2316 (другие обозначения — NGC 2317, LBN 1021) — отражательная туманность и эмиссионная туманность в созвездии Единорога.
Этот объект занесён в Новый общий каталог два раза, с обозначениями NGC 2316 и NGC 2317. Он входит в число перечисленных в оригинальной редакции «Нового общего каталога».
Объект представляет собой область H II, которая возбуждается одиночной звездой спектрального класса B. В северной части туманности находятся два сгустка, видимые в оптическом и ближнем инфракрасном диапазонах, которые ранее ошибочно считались звёздами, но на самом деле они связаны со светом из туманности, проходящим через разрушенную околозвёздную пылевую оболочку.